# Nemognatha fulviventris
Nemognatha fulviventris es una especie de coleóptero de la familia Meloidae.

## Distribución geográfica
Habita en Cayena  (Guayana Francesa).